# 후촉
후촉(後蜀, 934년 ~ 965년)은 중국 오대십국 시대 10국 중 하나로 전촉의 뒤를 이어 사천성을 지배하던 국가이다. 촉의 풍부한 경제력을 바탕으로 문화의 꽃을 피웠다.

## 역사
후촉이 건국되기 이전 촉지역은 전촉이 지배하고 있었으나, 내부의 부패가 심해 925년 후당의 장종(莊宗; 이존욱)에 의해 멸망당했다. 그러고 나서 이 땅의 통치를 위임받은 이가 후촉의 시조인 맹지상이었다.
그 후 후당에서는 장종이 살해당하고 명종(明宗, 이사원)이 옹립되었다. 명종은 촉에 있던 맹지상에 대해 경계심을 품고 그를 억제하려는 움직임을 보였다. 이에 반발한 맹지상은 930년 거병하여 후당군을 촉에서 몰아내고, 932년까지 촉의 전역을 장악했다. 이쯤되자 명종도 맹지상을 완전히 지배하에 두는 것이 어렵다는 것을 알고 회유책으로 전환하여 933년 맹지상을 촉왕에 봉하였다. 다음해 명종이 죽자 맹지상도 완전히 자립하여 황제의 자리에 오르나 같은 해 사망했다.
그 후 맹지상의 3남 맹창(孟昶)이 제위를 이었다. 천연의 요해에 있던 촉은 외부의 적을 걱정하지 않아서 좋았고, 군대를 내부의 감시로 돌려 권력을 유지했다. 전촉이 발전시켰던 농업, 양잠업을 계속해서 발전 유지시키며, 문인의 보호에 힘을 기울였다. 맹창은 수도 성도를 아름답게 꾸미는 일에 몰두하여 성내(중국의 도시는 대체적으로 성채도시였다) 여러 곳에 부용화(芙蓉花)를 심어 성도성은 별명이 부용성으로 불리기도 했다.
또한 오대(五代)가 후진에서 후한으로 대체되는 혼란을 틈타 진(秦),계(階), 성(成), 봉(鳳)의 4주(현재의 감숙성 천수를 중심으로 한 지역)을 빼앗았다. 그러나 후한에서 후주로 교체되고, 명군 세종(世宗, 시영)이 등장하자 955년 사천을 빼앗겨 버렸다. 960년 송나라가 건국되자 맹창은 북쪽의 북한과 손을 잡고 송나라에 대항했으나, 저항은 수포로 돌아가 965년 송나라에 병합되었다.
맹창은 카이펑으로 연행되어, 진국공(秦國公)에 봉해졌으나 그해 사망하였다. 사후 초왕(楚王)의 칭호가 추봉(追封)되었고, 시호는 공제(恭帝)가 내려졌다.
후촉이 멸망한 후 송나라는 전쟁비용 조달을 위해 촉땅에서 철저한 수탈을 자행하여 대량의 재물을 카이펑으로 가지고 돌아갔다. 이로 인해 촉지역 사람은 송나라에 대해 강한 원한을 품게되어, 이후 993년 ~ 995년에 걸쳐 사천균산 반란이라 불리는 대규모 농민반란을 일으키게 된 원인이 되었다.

## 문화
전촉과 마찬가지로 사천지역은 전란을 피해 안전한 곳을 찾아 몰려온 수많은 문인이나 지식인들이 모여, 동쪽의 오, 남당과 더불어 오대십국 시대 최고봉의 문화를 활짝 피웠다.
후촉의 대표적 문인으로써 화가 황전(黃筌), 시인 모문석(毛文錫), 구양형(歐陽炯) 등이 열거할 수 있다.
황전은 전촉, 후촉의 2왕조에서 궁정화가로써 일한 인물로 화조화(花鳥畵)가 특기로 훗날 송나라대에는 황조와 남당의 화조화가 서희(徐煕)와 더불어 화조화의 기본이 되었다.
모문석과 구양형은 이 시대 일반적이지 않은 장르인 사(詞)가 주요한 작품이었다. 그때까지 시(한시(漢詩))와는 다른, 형식에 얽매이지 않고 솔직한 감정을 표현하고, 노래처럼 읊어지는 것이 사(詞)였다. 사(詞)는 그때까지는 크게 관심을 갖지 않았던 연애와 성적인 것을 소재로 한 작품(염사(艶詞))도 많아 그 시대 의식이 매우 깨어있다는 것을 느낄 수 있다.
모문석도 황전과 같이 2왕조를 섬긴 인물이었고, 구양형은 후촉의 재상까지 지낸던 인물이었다. 달리 본다면 이러한 문인이 정권을 잡고 있었기 때문에 후촉은 멸망할 수밖에 없다고 말할 수도 있다. 이시대 시인의 작품은 당나라말기 836년부터 940년까지 각지에 읊어지던 시와 사(詞)을 모아 편찬한 시집 [화간집](花間集)으로 모아지게 되고, 구양형이 서문(序文)을 썼다고 한다.

## 역대 군주
| 대수  | 묘호                            | 시호                                                             | 휘             | 연호                                              | 재위 기간     |
| ----- | ------------------------------- | ---------------------------------------------------------------- | -------------- | ------------------------------------------------- | ------------- |
| -     | 촉 태조 (蜀太祖) (촉 고조 추숭) | 효원황제 (孝元皇帝)                                              | 맹일(孟佚)     | -                                                 | -             |
| -     | 촉 세조 (蜀世祖) (촉 고조 추숭) | 효경황제 (孝景皇帝)                                              | 맹찰(孟察)     | -                                                 | -             |
| -     | 촉 현조 (蜀顯祖) (촉 고조 추숭) | 효무황제 (孝武皇帝)                                              | 맹도(孟道)     | -                                                 | -             |
| 제1대 | 촉 고조 (蜀高祖)                | 문무성덕영렬명효황제 (文武聖德英烈明孝皇帝)                      | 맹지상(孟知祥) | 명덕(明德) 934년                                  | 934년         |
| 제2대 | -                               | 예문영무인성명효황제 (睿文英武仁聖明孝皇帝) <초공효왕(楚恭孝王)> | 맹창(孟昶)     | 명덕(明德) 934년 ~ 937년 광정(廣政) 938년 ~ 965년 | 934년 ~ 965년 |

## 같이 보기
- 촉 (춘추 전국)
- 촉한
- 전촉